# Nonagria ossea
Nonagria ossea är en fjärilsart som beskrevs av Achille Guenée 1852. Nonagria ossea ingår i släktet Nonagria och familjen nattflyn. Inga underarter finns listade i Catalogue of Life.